# Caladenia reptans
Caladenia reptans é uma espécie de orquídea, família Orchidaceae, endêmica do Sudoeste da Austrália, onde cresce em bosques e florestas claras. São plantas que formam colônias com uma única folha basal pubescente de mede cerca de quinze centímetros de comprimento e uma inflorescência rija, fina e pubescente, com uma ou poucas flores  vistosas rosadas. Sua floração costuma ser estimulada por incêndios florestais de verão. Existem duas subespécies cuja principal diferença está na cor do verso da folha, uma avermelhada outra verde.

## Publicação e sinônimos
- Caladenia reptans  Lindl., Sketch Veg. Swan R.: 52 (1839).

Sinônimos homotípicos:
- Caladeniastrum reptans (Lindl.) Szlach., Ann. Bot. Fenn. 40: 144 (2003).

Sinônimos heterotípicos:
- Caladenia preissii Endl. in J.G.C.Lehmann, Pl. Preiss. 2: 7 (1846).

Subespécies:
- Caladenia reptans subsp. impensa Hopper & A.P.Br., Nuytsia 14: 185 (2001).
- Caladenia reptans subsp. reptans.